# Bussigny
Bussigny je obec na jihozápadě Švýcarska, v okrese Ouest lausannois v kantonu Vaud. Do roku 1959 se obec oficiálně nazývala Bussigny-sur-Morges; poté do roku 2014 nesla název Bussigny-près-Lausanne. Dne 1. května 2014 byl název změněn na Bussigny, protože bývalá obec Bussigny-sur-Oron po sloučení s Oronem zanikla. Žije zde přibližně 8 700 obyvatel.

## Geografie
Bussigny leží v nadmořské výšce 415 m, vzdušnou čarou 7 km severozápadně od hlavního města kantonu, Lausanne. Aglomerační obec Lausanne se nachází na jižním svahu východně od údolí Venoge ve střední části regionu Vaud.
Území obce o rozloze 4,8 km² pokrývá část Vaudského náhorní plošiny Vaud v oblasti Ženevského jezera. Území obce se rozprostírá podél svahů Bussigny, na západě je ohraničeno údolím řeky Venoge a na východě údolím řeky Sorge. Les Grand Sève se nachází na severozápadě území na okraji údolí Venoge. Nejvyšší nadmořská výška Bussigny je 495 m n. m. na kopci Sumont na severu obce. V roce 1997 bylo 45 % území obce pokryto zastavěnou plochou, 20 % lesy a lesními porosty, 34 % zemědělstvím a o něco méně než 1 % neproduktivní půdou.
Bussigny zahrnuje rozsáhlé čtvrti rodinných domů a průmyslové zóny. Sousedními obcemi Bussigny jsou Villars-Sainte-Croix, Crissier, Ecublens, Echandens, Bremblens, Aclens a Vufflens-la-Ville.

## Historie
V obci Bussigny byl nalezen bronzový náhrdelník z doby kolem roku 400 před naším letopočtem. Obec byla pravděpodobně osídlena i v době římské. První písemná zmínka se však objevuje až v roce 1358 pod názvem Bussignye. Název místa se odvozuje od galorománského osobního jména Bussenius.
Ve středověku tvořilo Bussigny spolu s vesnicí Saint-Germain panství, které podléhalo biskupovi z Lausanne. Panství se skládalo z mnoha malých lén. Po dobytí Vaudu Bernem v roce 1536 přešlo Bussigny pod správu panství Lausanne. Po pádu Staré konfederace patřila obec v letech 1798–1803 v období helvétského soustátí ke kantonu Léman, který byl poté po vstupu v platnost Ústavy o zprostředkování sloučen s kantonem Vaud. V roce 1798 byla obec přiřazena k okresu Morges. Bussigny má od roku 1849 vlastní obecní zastupitelstvo.

## Obyvatelstvo
| Rok            | 1850 | 1900 | 1910 | 1930 | 1950 | 1960 | 1970 | 1980 | 1990 | 2000 |
| Počet obyvatel | 501  | 1010 | 1340 | 1471 | 1568 | 2381 | 4509 | 4909 | 6806 | 7498 |

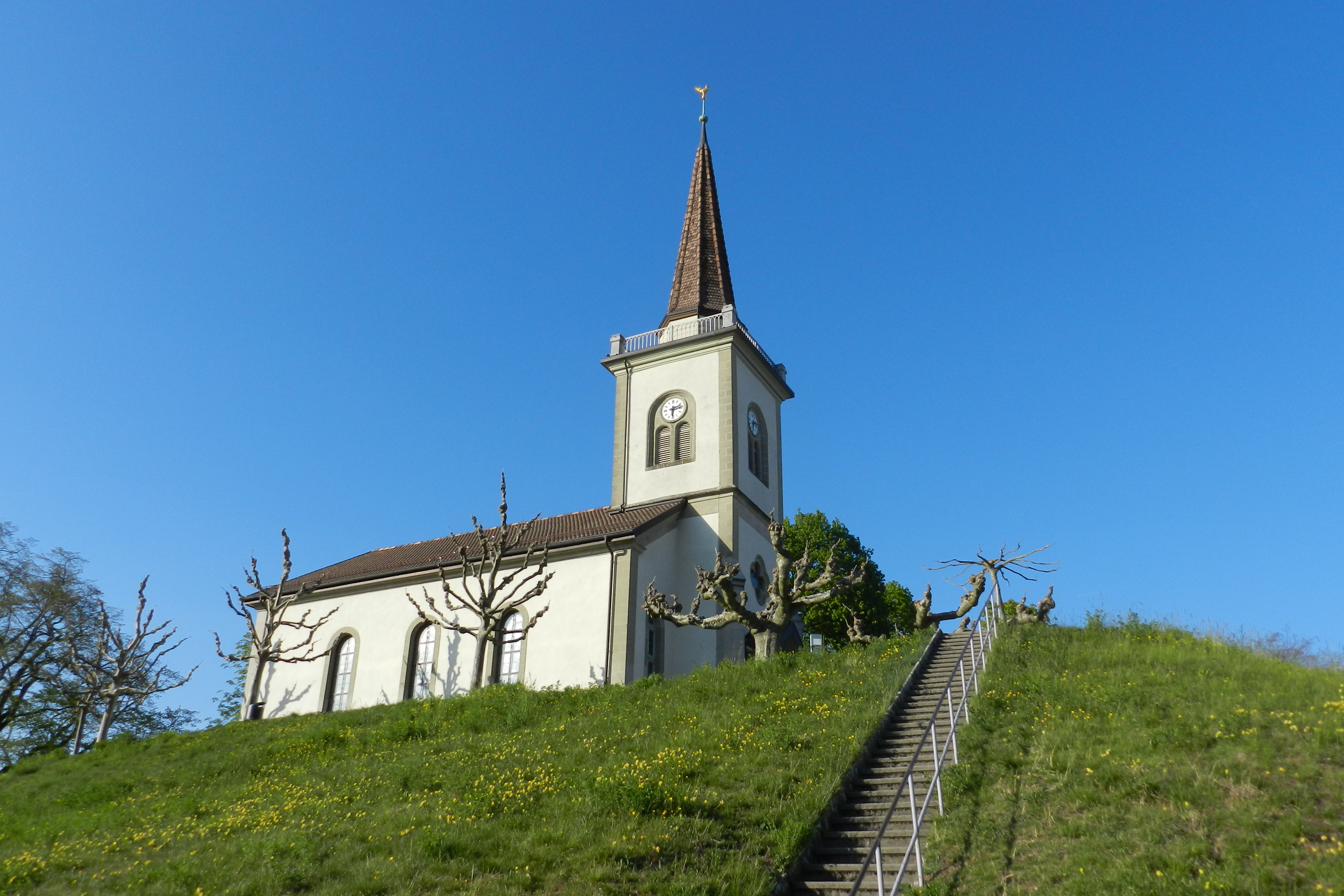
Kaple

Z celkového počtu obyvatel je 84,1 % francouzsky mluvících, 4,5 % italsky mluvících a 3,6 % německy mluvících (údaj z roku 2000). Počet obyvatel Bussigny pomalu, ale trvale rostl až do roku 1950. Od té doby počet obyvatel rychle roste, během 50 let se téměř pětinásobně. Zvláště vysoké tempo růstu bylo zaznamenáno v 60. a 80. letech 20. století.

## Hospodářství
Až do konce 19. století bylo Bussigny vesnicí, která se vyznačovala především zemědělstvím. Od poloviny 19. století zažívala obec hospodářský rozmach díky své poloze na železniční trati Yverdon–Morges, která byla otevřena v roce 1855. V té době zde vznikla první průmyslová zóna včetně Barraudovy cihelny, která byla v provozu od roku 1859 do roku 1970. V průběhu 20. století se zde usadily společnosti Scheuchzer SA, která se specializovala na výrobu strojů pro železniční tratě, Jallut SA (barvy a laky) a Getaz-Romang SA. Díky výbornému dopravnímu spojení zde v posledních desetiletích přibyla různá distribuční centra a sklady a v roce 1991 také ústřední tiskárna Edipresse. Obchodní a průmyslové zóny dnes plynule splynuly se sousedními obcemi Crissier, Ecublens a Echandens. Zemědělství (především orná půda) má dnes ve struktuře zaměstnanosti obyvatelstva jen okrajový význam.
V posledních desetiletích se Bussigny-près-Lausanne vyvinulo v rezidenční obec. Mnoho pracujících dojíždí za prací převážně do Lausanne.

## Doprava

Letecký pohled na železniční uzel Bussigny (1925)

Obec se nachází na křižovatce hlavních silnic z Morges do Echallens a z Bussigny do Lausanne. Dálniční křižovatka Lausanne-Crissier na dálnici A1 (Ženeva–Lausanne–Yverdon) je vzdálena asi 1 km od centra obce. Severovýchodně od Bussigny-près-Lausanne se nachází křižovatka dálnic A1 a A9 Villars-Sainte-Croix (Lausanne–Sion), jihovýchodně od obce se nachází křižovatka dálnic A1 a A1A Ecublens (západní přivaděč do Lausanne).
Železniční trať Bussigny–Yverdon byla slavnostně otevřena 7. května 1855 a úsek Bussigny–Morges 1. července 1855. V Bussigny-près-Lausanne se v té době nacházela odbočka. Dnes se v obci nachází dopravní trojúhelník železničních tratí Lausanne–Ženeva, Lausanne–Yverdon a Ženeva – Morges – Yverdon.

## Osobnosti
- Sergei Aschwanden (* 1975), judista